# Tiberiusbågen
Tiberiusbågen (latin: Arcus Tiberi) var en triumfbåge i antikens Rom. Den uppfördes av kejsar Tiberius år 16 e.Kr. och stod över Vicus Iugarius mellan Saturnustemplet och Basilica Iulia på Forum Romanum. Bågen restes i tacksamhet för att generalen Germanicus hade återfunnit två standar, vilka hade erövrats av germanerna i samband med Varus nederlag i slaget vid Teutoburgerskogen år 9 e.Kr.
Tiberiusbågen är avbildad på Konstantinbågens Oratio-fris; den hade en valvport, flankerad av två korintiska kolonner.